# Hahnenhof (Heinersreuth)
Hahnenhof ist ein Gemeindeteil von Heinersreuth im oberfränkischen Landkreis Bayreuth in Bayern. Hahnenhof liegt in der Gemarkung Unterwaiz.

## Geografie
Der Weiler liegt am Tannenbach, der etwas weiter östlich als linker Zufluss in den Roten Main mündet, und an der Bundesstraße 85, die nach Unterwaiz (0,7 km nordwestlich) bzw. nach Heinersreuth verläuft (0,9 km südöstlich). Ein Anliegerweg führt zu zwei weiteren Anwesen des Ortes (0,8 km südwestlich).

## Geschichte
Hahnenhof gehörte zur Realgemeinde Unterwaiz. Gegen Ende des 18. Jahrhunderts bestand Hahnenhof aus 3 Anwesen. Die Hochgerichtsbarkeit stand dem bayreuthischen Stadtvogteiamt Bayreuth zu. Grundherren waren das Hospital Bayreuth (1 Halbhöflein, 1 Tropfhaus) und das Rittergut Aufseß (1 Sölde).
Von 1797 bis 1810 unterstand der Ort dem Justiz- und Kammeramt Bayreuth. Mit dem Gemeindeedikt wurde Hahnenhof dem 1812 gebildeten Steuerdistrikt Altenplos und der Ruralgemeinde Unterwaiz zugewiesen. Am 1. Mai 1978 wurde Hahnenhof im Zuge der Gebietsreform in Bayern in die Gemeinde Heinersreuth eingegliedert.

### Einwohnerentwicklung
| Jahr      | 001819 | 001822 | 001861 | 001871 | 001885 | 001900 | 001925 | 001950 | 001961 | 001970 | 001987 |
| Einwohner | 19     | 21     | 27     | 19     | 30     | 37     | 22     | 27     | 14     | 24     | 29     |
| Häuser    |        | 3      |        |        | 3      | 5      | 4      | 4      | 2      |        | 8      |
| Quelle    | [ 9 ]  | [ 6 ]  | [ 10 ] | [ 11 ] | [ 12 ] | [ 13 ] | [ 14 ] | [ 15 ] | [ 16 ] | [ 17 ] | [ 1 ]  |

## Religion
Hahnenhof ist evangelisch-lutherisch geprägt und war ursprünglich nach St. Georgen (Bayreuth) gepfarrt. Seit Mitte des 20. Jahrhunderts ist die Pfarrei Versöhnungskirche (Heinersreuth) zuständig.